# Archaeophylax canarus
Archaeophylax canarus là một loài Trichoptera trong họ Limnephilidae. Chúng phân bố ở miền Australasia.